# Якоб Дубс
Якоб Дубс (нар. 26 липня 1822, Аффольтерн-ам-Альбіс, Цюрих — пом. 13 січня 1879, Лозанна, Во) — швейцарський юридичний консультант і громадський діяч.
З 1861 по 1872 рік Дубс займав посаду міністра у Федеральній раді Швейцарії. Обраний представником Ліберально-демократичної партії у раді 30 липня 1861 року. Також він тричі обіймав посаду президента Конфедерації у 1864, 1868 та 1870 роках. З 1875 року Дубс працював федеральним суддею.